# Briey (Meurthe-et-Moselle)
Pour les articles homonymes, voir Briey.
Briey est, depuis 1er janvier 2017, une commune déléguée de Val de Briey et une ancienne commune française située dans le département de Meurthe-et-Moselle, en Lorraine, dans la région administrative Grand-Est.
Ancien siège d'un comté appartenant à la famille de Briey (toujours représentée), Briey a donné son nom au bassin ferrifère le plus important d'Europe au début du XXe siècle : le bassin de Briey (exploité par la famille de Wendel).

## Géographie

### Localisation
Située en Meurthe-et-Moselle, dans une zone minière fortement industrialisée au nord-ouest de Metz, elle est une des villes importantes d'une vaste agglomération, incluant notamment Jœuf, Homécourt en Meurthe-et-Moselle, et, dans le département de la Moselle : Hagondange, Amnéville et Rombas. Cette agglomération, nommée Hagondange-Briey, qui compta plus de 130 000 habitants dans les années 1970, n'en comprenait plus que 112 000 en 1990. Désormais, elle ne fait plus qu'un avec l'agglomération de Metz, dont la ville principale n'est distante que de 30 kilomètres.
Cette ville donne aussi son nom à un canton ainsi qu'à un arrondissement, un des quatre de Meurthe-et-Moselle avec Lunéville, Toul et Nancy, ainsi qu'à un plateau sur lequel Briey se situe.
De nos jours a également lieu chaque année la grande foire de la Pentecôte qui dure quatre jours et attire un grand nombre de forains et de visiteurs. Briey propose aussi un marché (tous les mercredis), un marché de Noël et une grande fête médiévale.

### Géologie et relief
La ville qui s'organise en quatre quartiers majeurs est traversée par le Woigot. Briey-Haut, cité médiévale dont le centre historique était autrefois lourdement fortifié, s'étend vers Mance et Moutiers s'arrête aux abords de la forêt domaniale de Moyeuvre-Grande. Elle surplombe Briey-Bas, "la ville basse", établie sur les deux rives du Woigot et sur les flancs du plateau briotin ; la "grand-rue", artère médiévale pentue et pavée, la relie à la "ville haute", entre des jardins en cascade.
De l'autre côté, Briey-les-Hauts, touchant à Lantéfontaine, s'étend en direction de Valleroy et les Baroches. Enfin, Briey-en-Forêt qui a été créée dans les années 1960 autour de la Cité radieuse de Le Corbusier, dominant le plan d'eau de la Sangsue (lac artificiel creusé depuis le cours d'eau originel du Woigot à la même époque), dans la direction du village de Mance. Aujourd'hui s'ajoute le quartier grandissant de la Cartoucherie (dont le nom rappelle le dépôt d'explosifs utilisé lors de l'exploitation des mines), maintenant appelé les Petits-Hauts.
Briey est aussi une des villes contenant la plus grande superficie de la forêt de Moyeuvre sur son territoire.

### Hydrographie et les eaux souterraines
- Hydrogéologie et climatologie : Système d’information pour la gestion des eaux souterraines du bassin Rhin-Meuse :

Territoire communal : Occupation du sol (Corinne Land Cover); Cours d'eau (BD Carthage),
Géologie : Carte géologique; Coupes géologiques et techniques,
 Hydrogéologie : Masses d'eau souterraine; BD Lisa; Cartes piézométriques.
Cours d'eau traversant la commune :
- L'Orne[2],
- Ruisseau de la Vallée[3],
- Ruisseau des Sept Chevaux[4],
- Ruisseau le Woigot[5].
- Le plan d'eau de la Sangsue.

### Sismicité
Commune située dans une zone de sismicité 1 très faible.

### Voies de communications et transports

#### Voies routières
Briey est un carrefour routier conduisant vers Metz, Jarny, Longwy et Longuyon, Verdun, Thionville, le Luxembourg et les Ardennes (Sedan, Charleville-Mézières).

## Toponymie
L'origine du nom de la ville viendrait du mot celte « briga » qui signifie forteresse. 

Anciens noms : Potestas Briacensis (1096) ; Briada (1096) ; Bricium (1105) ; Brigegium castrum, Brigeium (1106) ; Brigeyum (1106) ; Bragida (1106) ; Briacum (1130) ; Brieum (1138) ; Briei (1244) ; Briez (1480) ; Brieyum, Bryeyum (1544) ; Brie (1553) ; Brietz (XVIIe siècle) ; Bréy, Bryy, Brey (1618) ; Breyy (1634) ; Brieyy (1636) ; Bryey (1673) ; Brye (1680). Au début du XXe siècle, la prononciation était Briÿ (Brilli).

## Histoire

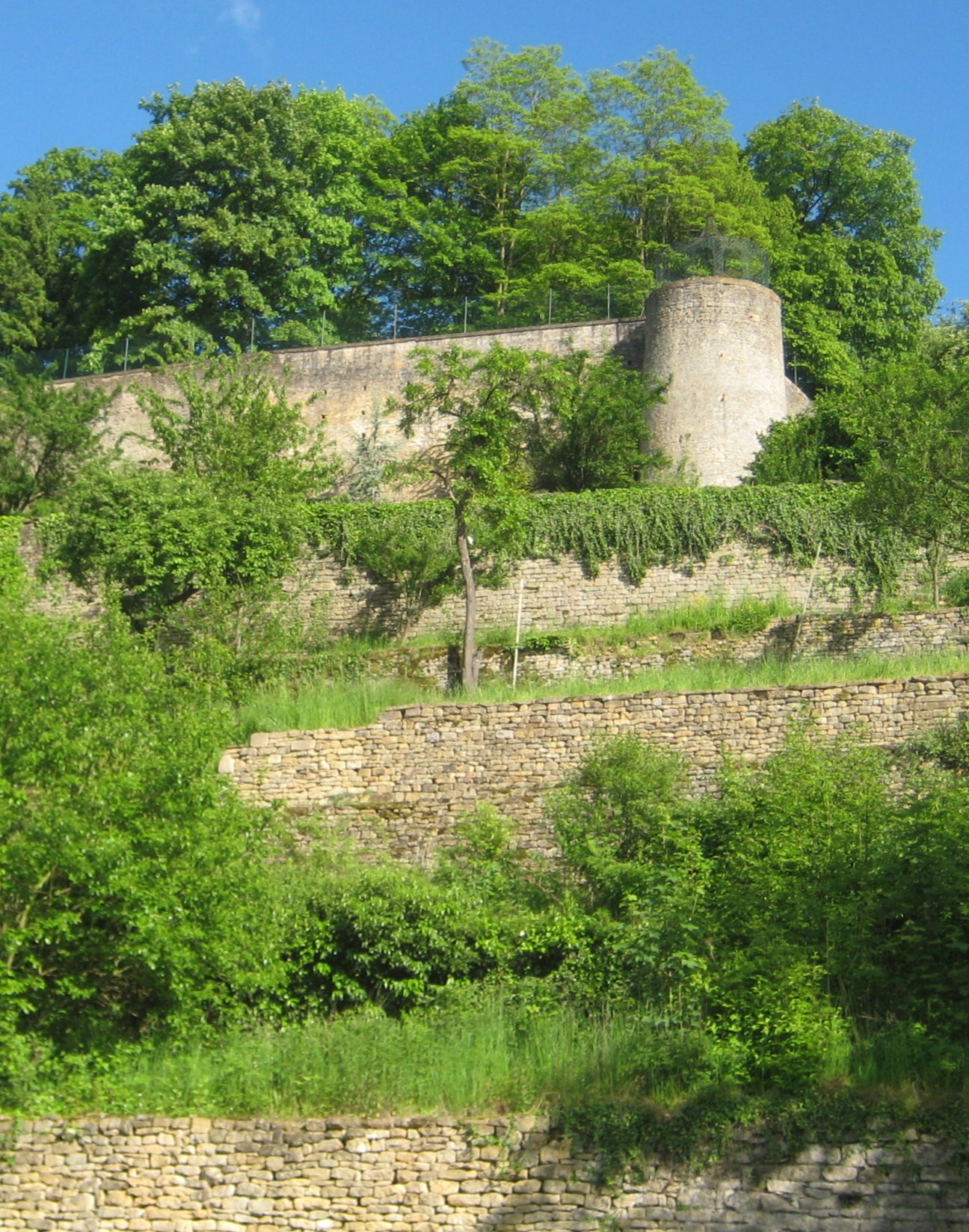
Vestige des remparts.

Les Romains y avaient bâti un fort en communication avec celui du Titelberg, il était le siège d'un comté au VIIIe siècle, les premiers comtes de Briey étaient d'origine commune avec la première maison de Bar. On peut noter la présence du château des comtes de Bar, mentionnée en 1076.
Elle est alors propriété de la Maison de Landres dite Maison de Briey.
Une charte d'affranchissement est accordée aux habitants de Briey en 1263.
Au cours du XVe siècle, la prévôté de Briey est confiée par les ducs à plusieurs membres de la famille de Ficquelmont.
Briey est incendiée par les Messins en 1369, prise par Charles le Téméraire en 1475, ravagée par les protestants en 1591, puis par les Suédois en 1635. Sa forteresse est démantelée par les Français en 1660. La ville est occupée par les troupes russes en 1815, puis par les Allemands en 1870, de 1914 à 1918, et de 1940 à 1944.
Chef-lieu d'un bailliage (1751-1789), puis d'un district (1790-1795) et enfin d'un arrondissement depuis 1800.
En 1790, Briey est rattaché au nouveau département de la Moselle, dont Metz est le chef-lieu. En 1817, Briey, village de l'ancien duché de Bar sur le Woigot a pour annexes les fermes de la Folie, de la Madeleine et de la Solle, et les moulins de Deltzain et de la Caulre. À cette époque, il y a 1 161 habitants répartis dans 296 maisons.
De 1800 à 1871, Briey est le siège d'une sous-préfecture du département de la Moselle.
En 1871, l'arrondissement de Briey — moins quelques villages : Sainte-Marie-aux-Chênes, Saint-Privat-la-Montagne, Roncourt, où se sont déroulées d'importantes batailles — demeure français alors que la plus grande partie du département de la Moselle est annexée à l'Empire allemand par le traité de Francfort. Ce même traité ampute le département voisin de la Meurthe des arrondissements de Sarrebourg et de Château-Salins. L'arrondissement de Briey est associé aux arrondissements du département de la Meurthe non annexés pour constituer le nouveau département de Meurthe-et-Moselle.
Il est un temps envisagé de rattacher Briey à la Meuse, ou de créer un nouveau département qui prendrait comme ses voisins le nom de la rivière qui le traversait, en l'occurrence la Chiers. Ces idées sont abandonnées.
Lors de l'invasion allemande en août 1914, plusieurs personnalités des régions envahies sont exécutées sommairement dans le but de terroriser les habitants et d'éviter la formation de corps-francs (comme en 1870/1871).  Occupée pendant toute la durée de la guerre par l'armée allemande, Briey se retrouve de 1914 à 1918 au nord de la ligne de front. Ses mines et son industrie sont réquisitionnées au profit de la machine de guerre allemande. D'aucuns prétendent que la famille de Wendel, propriétaire des installations sidérurgiques, a profité de ses relations parisiennes pour empêcher le bombardement du bassin de Briey par les forces françaises. Ainsi, en 1917, l'aviateur Lucien Bossoutrot « est mis aux arrêts par le Général Philippe Pétain pour avoir bombardé le bassin sidérurgique de Briey qui fournit du minerai de fer à l'Allemagne... et à la France. ». En raison justement des gisements de minerai de fer (appelé ici minette), l’annexion du bassin de Briey figurait aussi parmi les buts de guerre allemands pendant la Première Guerre mondiale.
À l'image de la ville de Villerupt plus au nord, de nombreux travailleurs italiens sont venus s'installer dans le canton de Briey. Ils y furent un temps majoritaires. Le chercheur Pierre Milza va jusqu'à affirmer qu'il existait de nombreuses "petites Italies" dans cette région.
Le 1er janvier 2017, Briey devient commune déléguée (chef-lieu) au sein de Val de Briey (commune nouvelle).

## Politique et administration
En 2010, la commune de Briey est récompensée par le label « Ville Internet @@@ ».

### Liste des maires
| Période                                  | Période        | Identité                     | Étiquette       | Qualité                                                                               |
| ---------------------------------------- | -------------- | ---------------------------- | --------------- | ------------------------------------------------------------------------------------- |
| Les données manquantes sont à compléter. |                |                              |                 |                                                                                       |
| 1862                                     | 1878           | Jean-Charles Rollin          | Appel au peuple | Ancien avoué Conseiller général du canton de Briey (1861-1877)                        |
| Les données manquantes sont à compléter. |                |                              |                 |                                                                                       |
| 1884                                     | 1889           | Henry Bertrand               | Républicain     | Conseiller général du canton de Briey (1877-1901)                                     |
| 1889                                     | 1895           | Amédée Lebrun                |                 |                                                                                       |
| 1895                                     | 1904           | Alfred Laurent               |                 |                                                                                       |
| 1904                                     | 1907           | Louis Simon                  |                 |                                                                                       |
| 1907                                     | 1909           | Henri Munier                 |                 |                                                                                       |
| 1909                                     | 1919           | Ferdinand Watrin             |                 |                                                                                       |
| 1919                                     | 1935           | François Marie Henri Lorentz |                 |                                                                                       |
| 1935                                     | 1940 (révoqué) | Alexis Giry                  | Rad.ind.        | Conseiller général du canton de Chambley-Bussières (1937-1940)                        |
| 1940                                     | 1941           | Cuny                         |                 |                                                                                       |
| 1941                                     | 1944           | Félix Navel                  |                 |                                                                                       |
| 1944                                     | 1947           | Alexis Giry                  |                 |                                                                                       |
| 1947                                     | 1947           | Marcel Vainker               |                 |                                                                                       |
| 1947                                     | 1959           | Pierre Giry                  |                 |                                                                                       |
| 1959                                     | 1984           | Hubert Martin                | RI puis UDF-PR  | Médecin - Député (1962-1967 et 1968-1973) - Sénateur (1974-1992)                      |
| 1984                                     | 2016           | Guy Vattier                  | UDF puis UDI    | Député de Meurthe-et-Moselle (1988) Conseiller général du canton de Briey (1988-2001) |

| Période                                  | Période | Identité    | Étiquette | Qualité |
| ---------------------------------------- | ------- | ----------- | --------- | ------- |
| 2016                                     | 2023    | Guy Vattier | UDI       |         |
| Les données manquantes sont à compléter. |         |             |           |         |

### Budget et fiscalité 2021

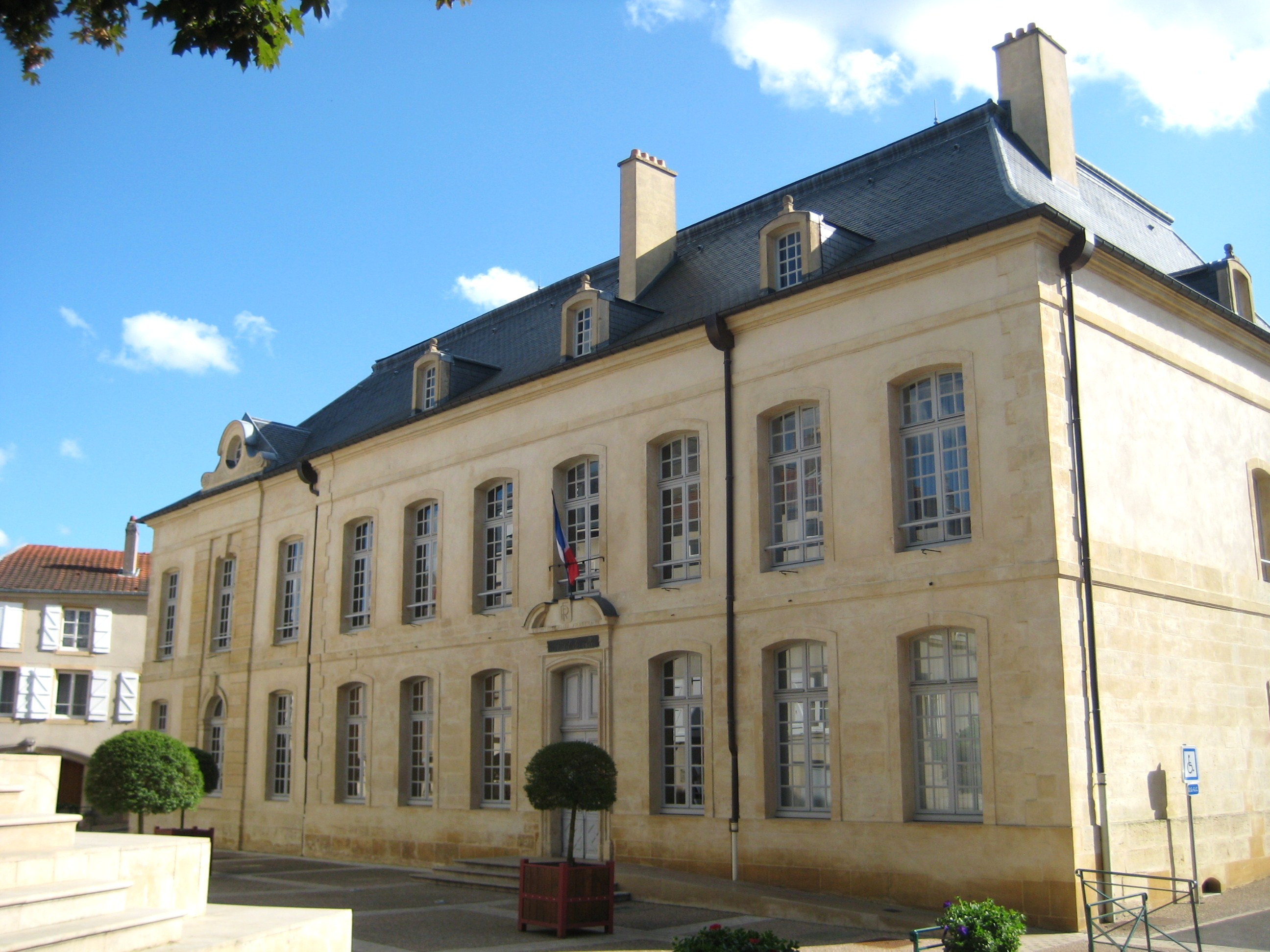
Mairie de Briey.

En 2021, le budget de la commune était constitué ainsi :
- total des produits de fonctionnement : 6 820 000 €, soit 1 147 € par habitant ;
- total des charges de fonctionnement : 6 457 000 €, soit 1 086 € par habitant ;
- total des ressources d'investissement : 4 147 000 €, soit 697 € par habitant ;
- total des emplois d'investissement : 4 332 000 €, soit 728 € par habitant ;
- endettement : 13 918 000 €, soit 2 340 € par habitant.

Avec les taux de fiscalité suivants :
- taxe d'habitation : 18,24 % ;
- taxe foncière sur les propriétés bâties : 9,22 % ;
- taxe foncière sur les propriétés non bâties : 30,32 % ;
- taxe additionnelle à la taxe foncière sur les propriétés non bâties : 27,57 % ;
- cotisation foncière des entreprises : 21,29 %.

Chiffres clés Revenus et pauvreté des ménages en 2020 : médiane en 2020 du revenu disponible, par unité de consommation : 22 870 €.

### Jumelages
- Niederaußem (Allemagne)
- Szczawno-Zdrój (Pologne) depuis 1991
- Changzhi （Chine） depuis 1994

## Population et société

### Démographie
Du fait de son administration, de ses structures d'enseignement (3 500 élèves au total), et de l'importance des secteurs médicaux et judiciaires, Briey offre la particularité de doubler sa population de la nuit au jour.

#### Pyramide des âges
L'évolution du nombre d'habitants est connue à travers les recensements de la population effectués dans la commune depuis 1793. À partir du 1er janvier 2009, les populations légales des communes sont publiées annuellement dans le cadre d'un recensement qui repose désormais sur une collecte d'information annuelle, concernant successivement tous les territoires communaux au cours d'une période de cinq ans. 
Pour les communes de moins de 10 000 habitants, une enquête de recensement portant sur toute la population est réalisée tous les cinq ans, les populations légales des années intermédiaires étant quant à elles estimées par interpolation ou extrapolation. Pour la commune, le premier recensement exhaustif entrant dans le cadre du nouveau dispositif a été réalisé en 2004,.
En 2014, la commune comptait 5 758 habitants, en évolution de +5,38 % par rapport à 2009 (Meurthe-et-Moselle : +0,16 %, France hors Mayotte : +2,49 %).
| 1793  | 1800  | 1806  | 1821  | 1836  | 1841  | 1861  | 1866  | 1872  |
| ----- | ----- | ----- | ----- | ----- | ----- | ----- | ----- | ----- |
| 1 802 | 1 403 | 1 784 | 1 627 | 1 730 | 1 938 | 1 886 | 1 876 | 1 996 |

| 1876  | 1881  | 1886  | 1891  | 1896  | 1901  | 1906  | 1911  | 1921  |
| ----- | ----- | ----- | ----- | ----- | ----- | ----- | ----- | ----- |
| 2 139 | 2 131 | 2 143 | 2 033 | 2 001 | 2 226 | 2 630 | 2 894 | 2 686 |

| 1926  | 1931  | 1936  | 1946  | 1954  | 1962  | 1968  | 1975  | 1982  |
| ----- | ----- | ----- | ----- | ----- | ----- | ----- | ----- | ----- |
| 2 666 | 2 804 | 2 779 | 2 909 | 3 443 | 5 391 | 4 966 | 5 352 | 4 357 |

| 1990  | 1999  | 2004  | 2009  | 2014  | - | - | - | - |
| ----- | ----- | ----- | ----- | ----- | - | - | - | - |
| 4 514 | 4 858 | 5 137 | 5 464 | 5 758 | - | - | - | - |

### Enseignement
La ville compte quatre écoles dont deux écoles maternelles, ainsi que trois collèges et deux lycées dont un établissement privée collège et lycée l'Assomption.

### Santé
Professionnels et établissements de santé :
- Médecins.
- Pharmacies.
- Hôpitaux :

L'hôpital Maillot est le troisième hôpital régional avec environ 500 lits et 900 employés,
Joeuf,
Moyeuvre-Grande,
Hayange.

### Cultes
- Culte catholique, Paroisse Christ aux Liens du Pays de Briey[21], Diocèse de Metz.

### Intercommunalité
Commune membre de la Communauté de communes Orne Lorraine Confluences.

## Économie
Briey est un centre administratif : tribunal de grande instance, sous-préfecture, ONF, DDE, centre des Finances publiques, ainsi qu'une antenne de la Chambre de commerce et d'industrie de Meurthe-et-Moselle.

### Entreprises et commerces

#### Agriculture
- L'agriculture y tient une place importante, la ville comptant de nombreuses exploitations.

#### Tourisme
- Hébergements et restauration.

#### Commerces
- Commerces et services de proximité[22].

##### Sidérurgie
- Une « forge » comprenant un haut-fourneau, un four Puddler, un marteau à cingler, deux feux de chaufferie à la houille et deux marteaux de forge était située à La Caulre et fonctionna de 1838 à 1850[23]. Propriété de Mr Pierron et Mr Gautier, elle est liquidée en 1850[24].

## Culture locale et patrimoine

### Lieux et monuments

#### Édifices civils
- Vestiges préhistoriques et antiques.
- Oppidum en éperon barré au lieu-dit Bois des Chèvres.
- Vestiges de murs de défense.
- Château fort, époque de construction : XVe au XVIIe siècle. Château du type éperon barré, propriété des comtes de Briey puis de Bar, cité dès 955-960. Réparé et aménagé entre le XVe et le XVIIe siècle  détruit par ordre de Richelieu en 1635. Près de son emplacement a été construit au XVIIIe siècle le couvent des cordeliers[25], actuelle sous-préfecture. Du château ne subsistent qu'une partie des courtines et la base d'une tour du sud-ouest.
- Château de Wendel, parties constituantes : chapelle, époque de construction : 4e quart XIXe siècle. Château construit par l'architecte Albert Jasson pour Henri de Wendel en 1895.
- Château de Brouchetière, parties constituantes : parties agricoles ; château d'eau ; parc. Époque de construction : 1er quart XXe siècle. Château construit après son mariage en 1905 pour Maurice de Wendel, dans le parc du château de son père Henri[26].
- Ancien hôpital Saint-Charles, parties constituantes : chapelle, époque de construction : 1er quart XVIIe siècle ; XVIIIe siècle ; 4e quart XIXe siècle. Il s'agit peut-être du couvent des capucins de Briey, daté 1601, saisi comme bien national à la Révolution, transformé en service des postes et racheté en 1844 par les sœurs de Saint-Charles qui surélèvent le corps principal d'un étage, transforment l'édifice en bureau de bienfaisance, école, pensionnat puis hôpital civil. Chapelle construite en 1877 par Edouard Sibille architecte à Briey. Ensemble devenu propriété du département, en cours de transformation en logements. Chapelle rasée en 1984.
- Beffroi reconstruit en 1722 et inscrit au titre des monuments historiques par arrêté du 30 octobre 1989[27].
- Hôtel de ville époque de construction : XVIIIe siècle. Construit sur l'emplacement de l'ancien donjon du château, l'hôtel de ville se compose de deux corps de bâtiments : l'ancien auditoire de la prévôté et la maison de ville, bâtis avant 1751 ; le bailliage, élevé dès mai 1789 sur les plans de l'architecte briotin Jean-François Henry. Cet édifice est inscrit au titre des monuments historiques par arrêté du 27 février 1996[28].

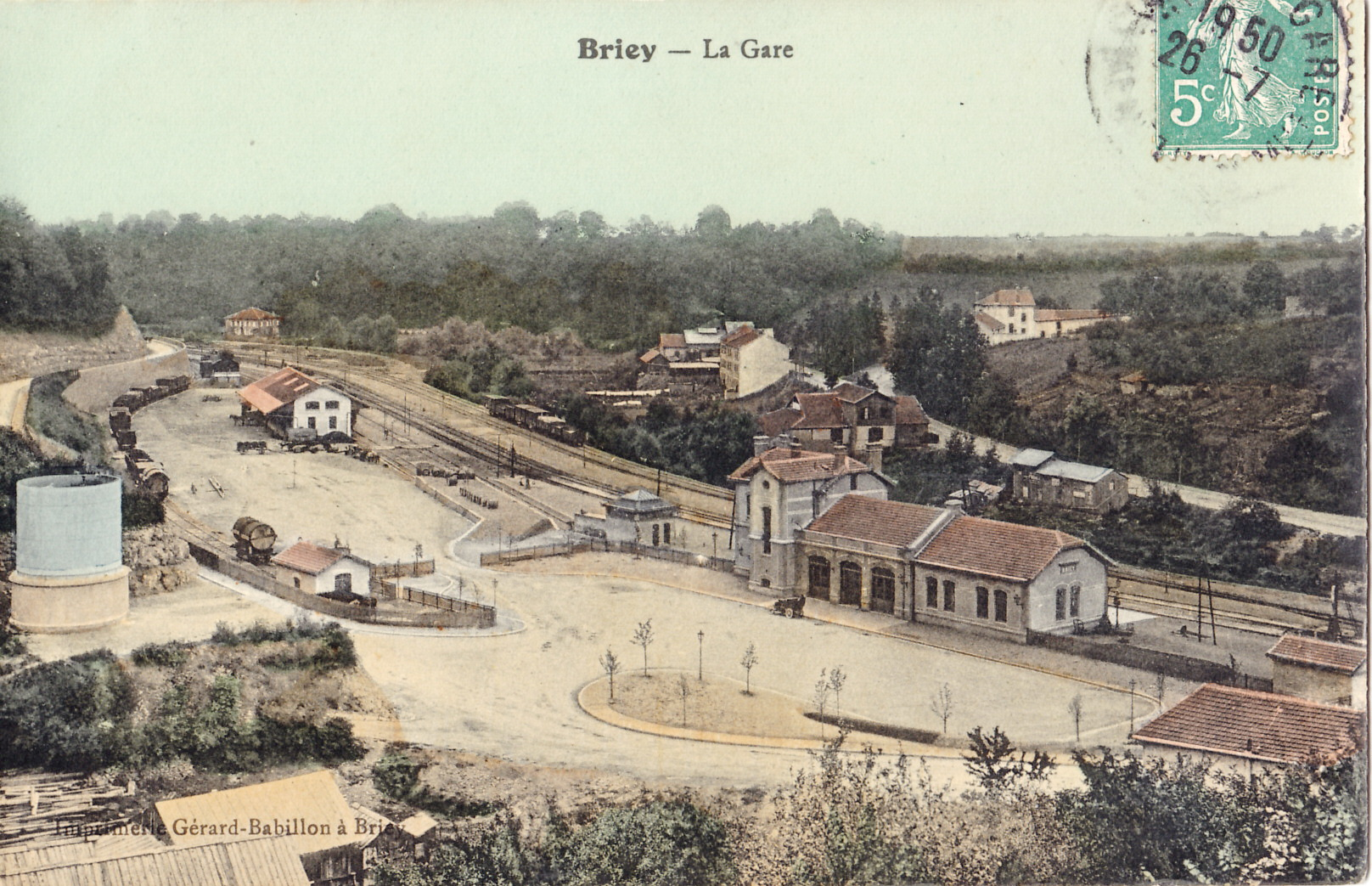
La gare, au début du XXe siècle.

- Gare de Briey, XIXe siècle, détruite et remplacée par un magasin discount.
- Banque de France, époque de construction : 1er quart XXe siècle, actuellement transformée en logement.
- Caisse d'Épargne, construite en 1914, 1921, 1922 par les architectes Marchal et Toussaint, inaugurée le 24 septembre 1922, date portée.
- Maison de tanneur, située 1 rue Pasteur, au bord du Woigot, du début XIXe siècle, à appentis en encorbellement sur la façade postérieure.
- Ancienne brasserie Saint-Antoine, époque de construction : 4e quart XVIIIe siècle (détruit) ; 2e moitié XIXe siècle. Brasserie établie à la fin du 4e quart du XVIIIe siècle (daté par travaux historiques) à l'emplacement de l'hôpital saint Antoine ; hôpital fermé en 1756 puis vendu en 1793 ; bâtiments reconstruits dans la 2e moitié du XIXe siècle ; désaffectée en 1918 à la suite de réparations (matériel détruit) effectuées par les Allemands, puis transformée en entrepôt de bière de Maxéville ; actuellement entrepôt de marchandises diverses, et magasin de commerce.
- Maison natale du XVIIIe siècle de François Maillot (1804-1894), médecin spécialisé dans le traitement du paludisme.
- Maison de la 2e moitié du XIXe siècle de l'écrivain et académicien Louis Bertrand (1866-1941).
- Cimetière militaire allemand (1914-1918).
- Monument aux morts[29] : Conflits commémorés : Guerres 1914-1918 - 1939-1945.
- La Cité Radieuse : unité d'habitation construite en 1960 sur les plans de l'architecte Le Corbusier, inscrite au titre des monuments historiques depuis 1993[30].
- Le Cube, ancienne chaufferie de l'unité d'habitation Le Corbusier, réaménagée en atelier d'artiste en 2000. Inscrit au titre des monuments historiques depuis 2007[30].
- Le plan d'eau de la Sangsue.
- La forêt domaniale de Moyeuvre-Grande.

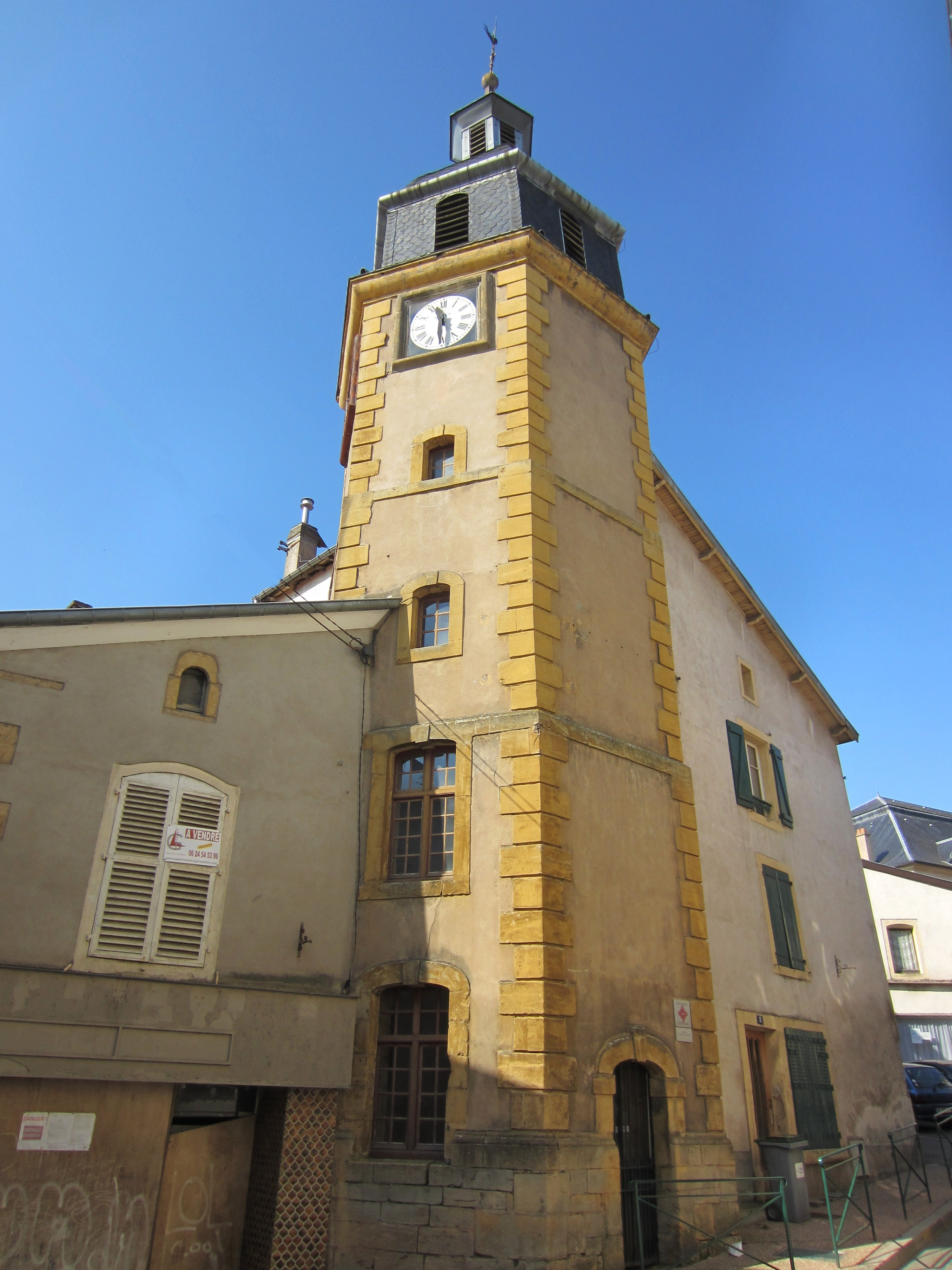
Beffroi de Briey.
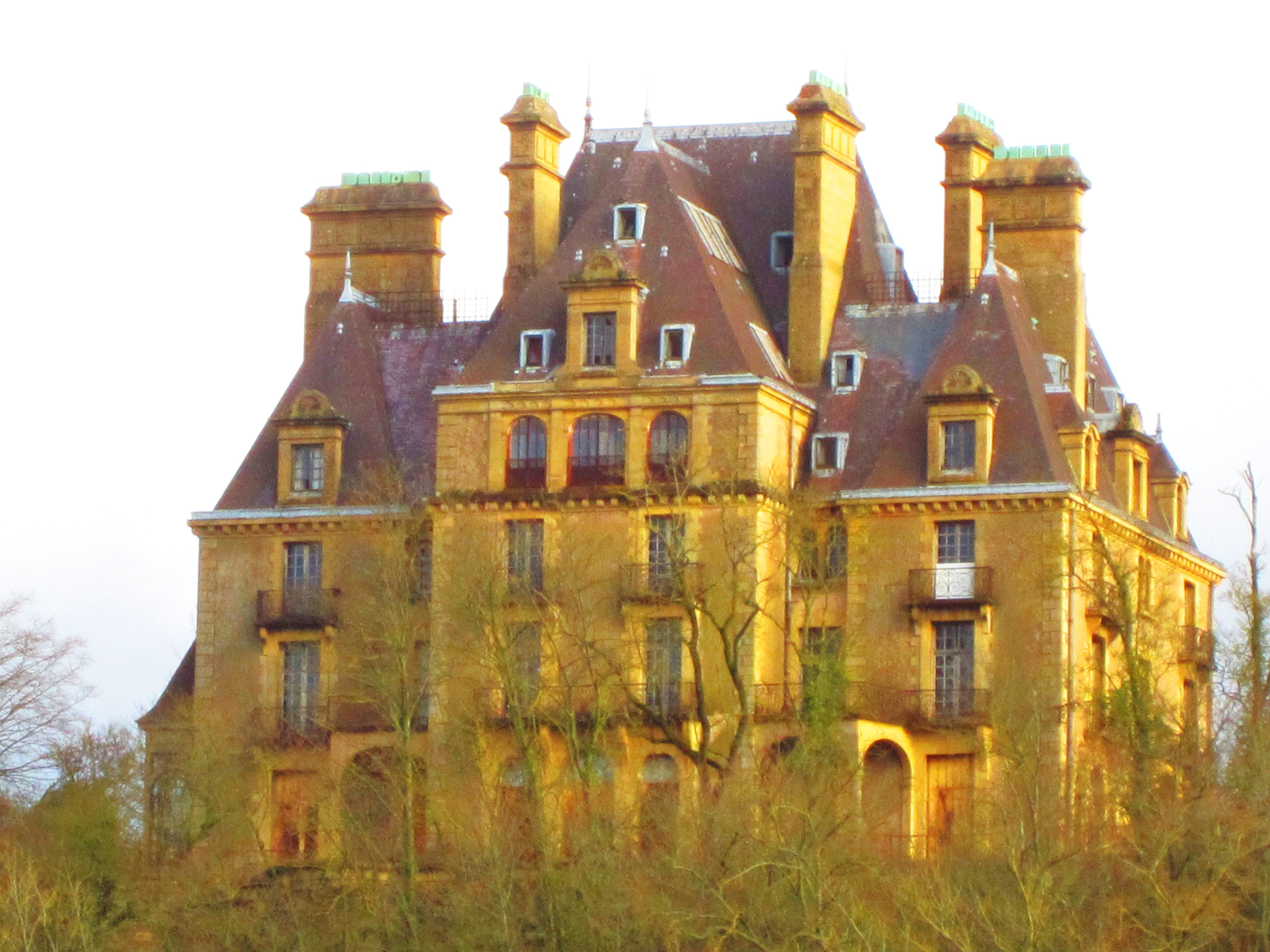
Château De Brouchetière.
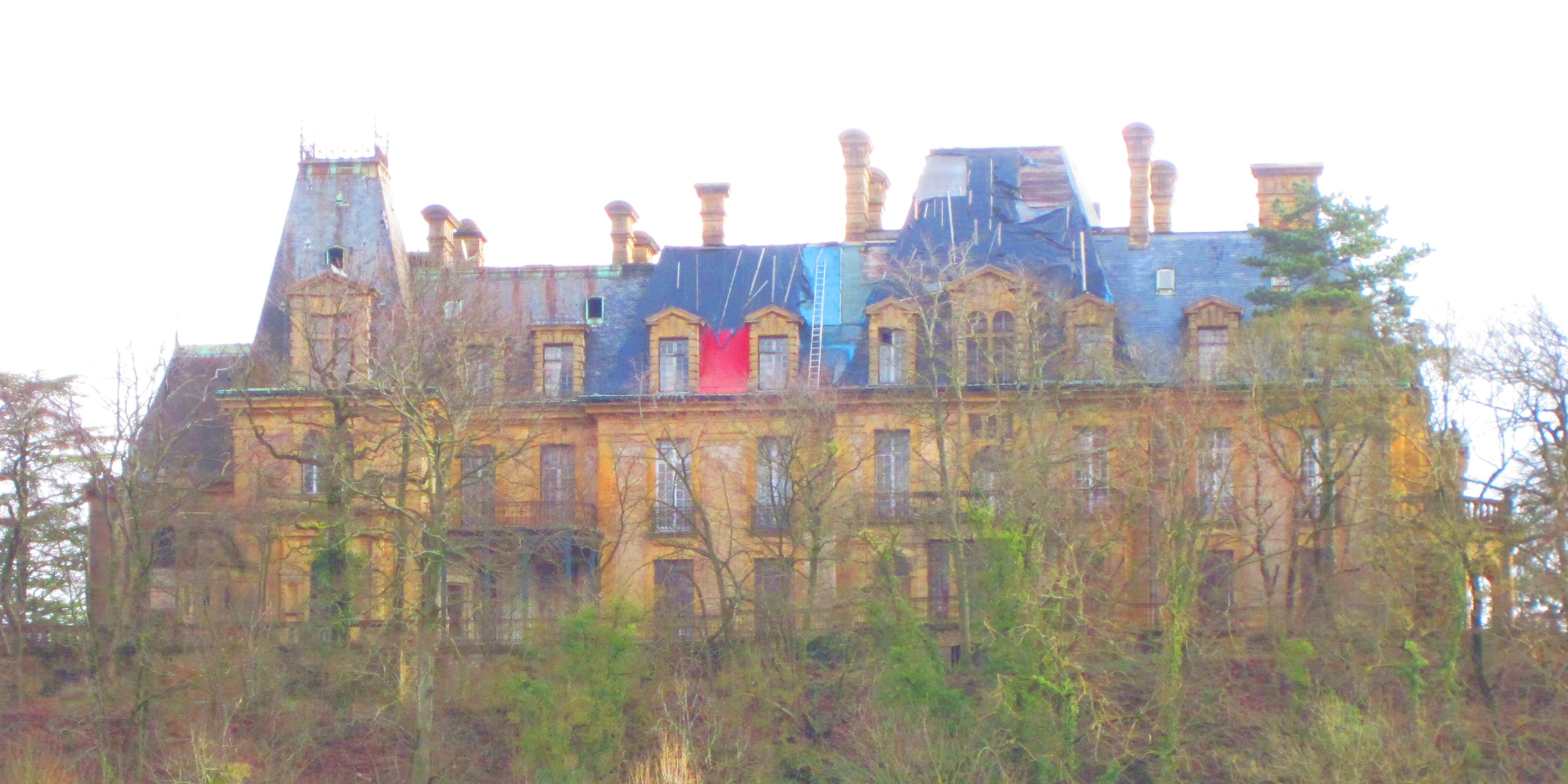
Château François de Wendel (Jœuf).
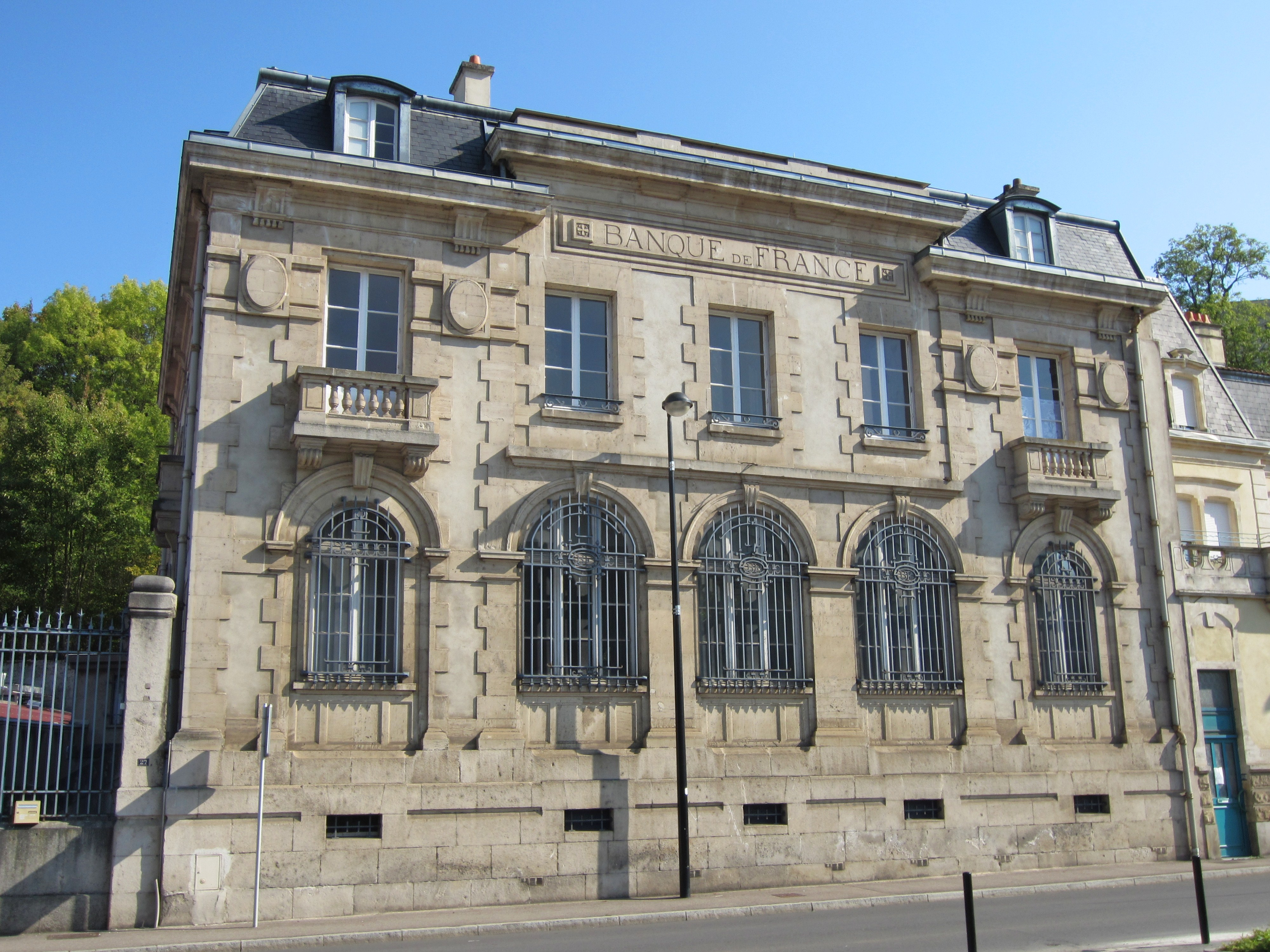
Banque de France.
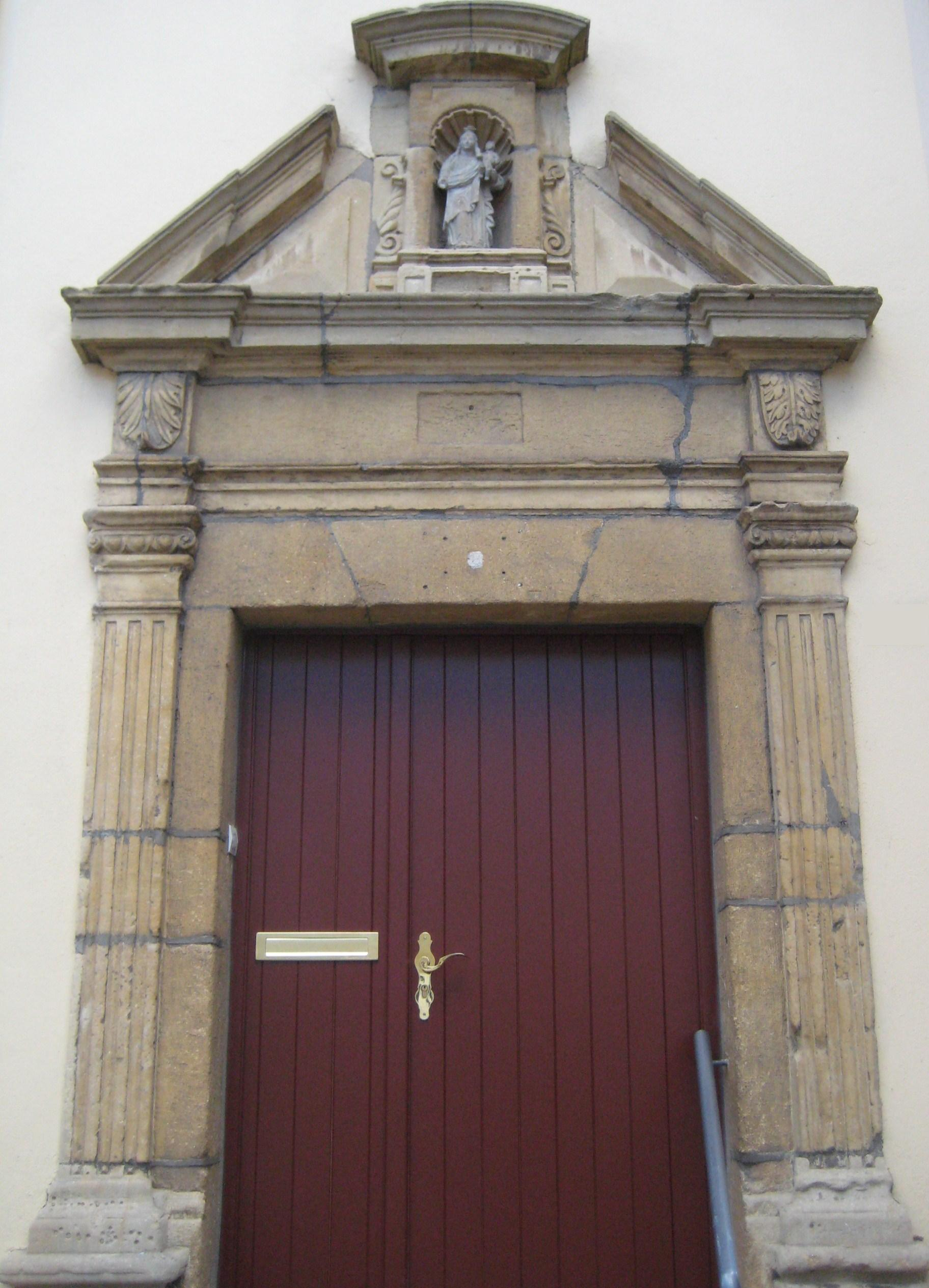
Porte de l'ancien hôpital Saint Charles.
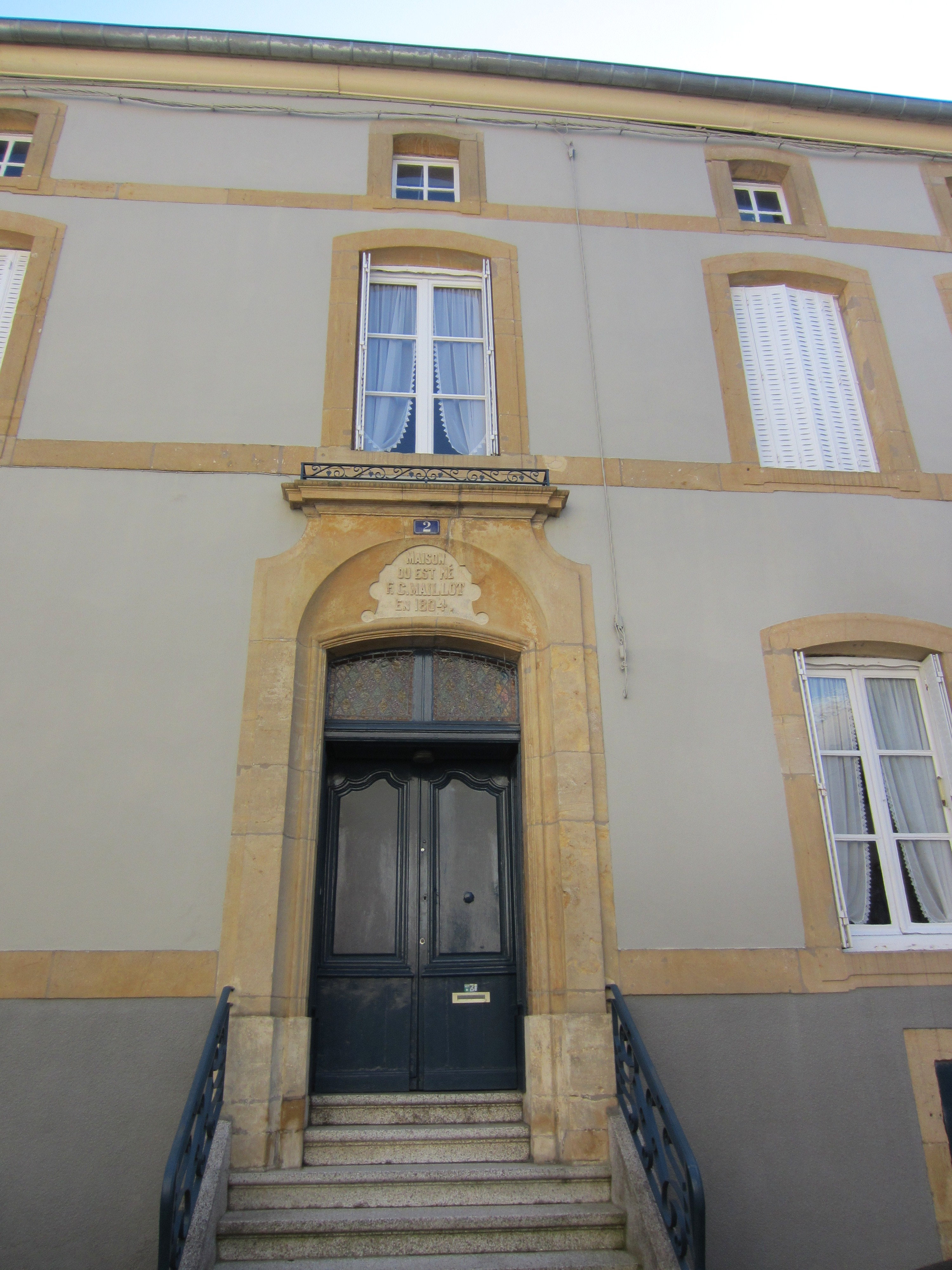
Maison natale de François Maillot.
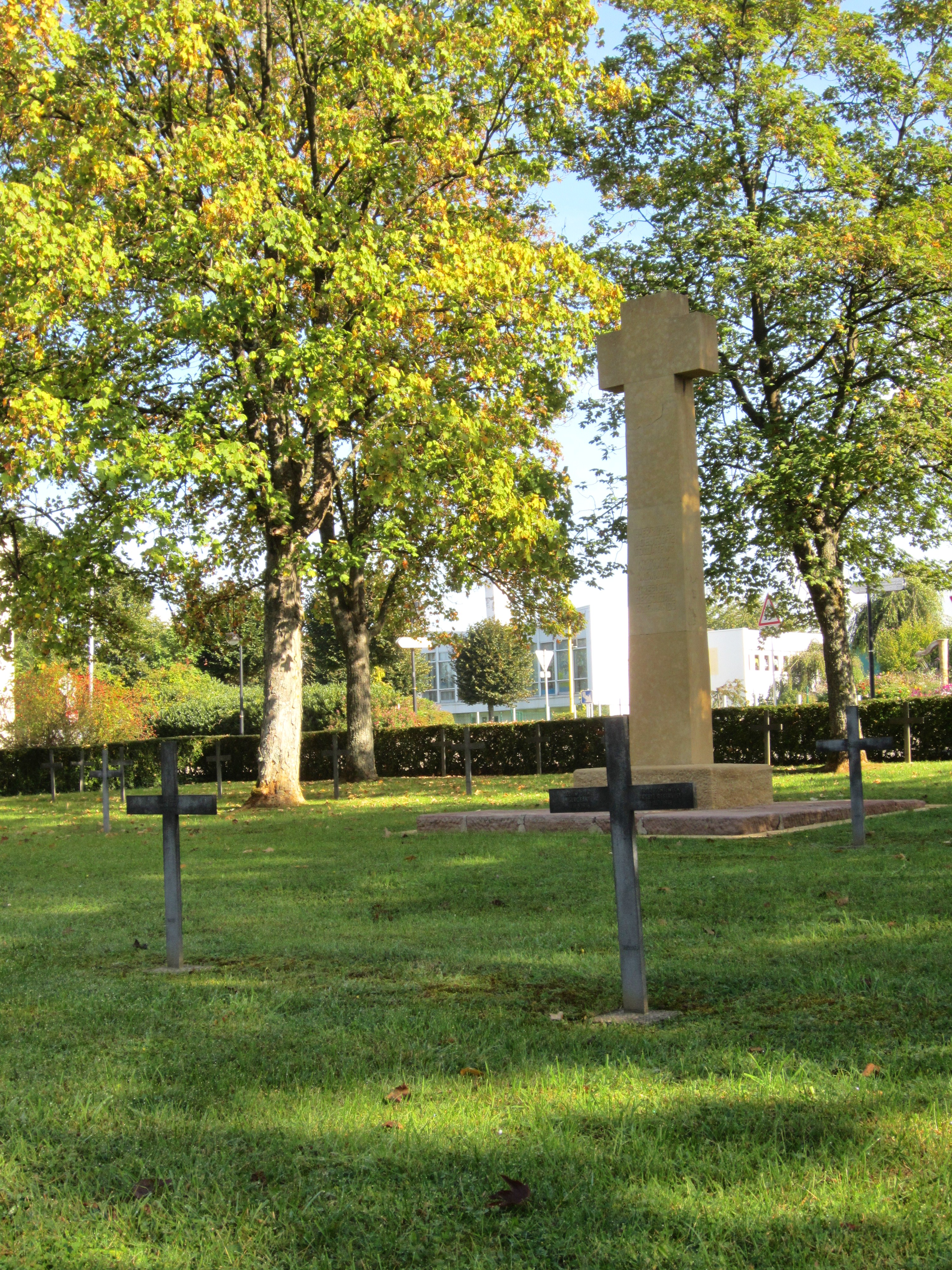
Cimetière militaire allemand (1914-1918).

#### Édifices religieux
- Église Saint-Gengoult[31] (XIIe siècle) avec un calvaire de Ligier Richier, ensemble sculptural en bois de six personnages à taille humaine : le Christ, saint Jean, sainte Marie-Madeleine, la Vierge et les deux larrons. Un Dit des trois morts et des trois vifs, représentation murale montrant trois jeunes gentilshommes interpellés dans un cimetière par trois morts, qui leur rappellent la brièveté de la vie et l'importance du salut de leur âme[32]. L'église est l'objet d'un classement au titre des monuments historiques par arrêté du 16 juillet 1987[33].

L'Orgue Haerpfer de l'église Saint-Gengoult,,.
- Ancien couvent de Cordeliers[37], destinations successives : manufacture, teinturerie ; sous-préfecture et tribunal, éléments remarquables : porte, époque de construction : XVIIIe siècle ; 4e quart du XXe siècle. Emplacement du château de Briey, propriété des ducs de Lorraine, vendu en 1709 aux cordeliers de La Chapelle-aux-Bois (Meurthe-et-Moselle) qui y transfèrent leur couvent en 1712. Vendu comme bien national en 1794, transformé alors en manufacture de draps et teinturerie, acheté en 1820 par le département de la Moselle pour y loger le tribunal et la sous-préfecture. Restauré et agrandi après 1975, porte en remploi, datée 1598, provenant de l'abbaye de Saint-Pierremont à Avril. Armoiries.
- Maison le Galatas[38]. Il s'agit sans doute d'un ancien couvent de femmes avec chapelle du XIVe ou XVe siècle ; transformé en maison au XIXe siècle et conservant des éléments gothiques : porte cochère et porte piétonne, deux baies au second niveau.
- Chapelle Saint-Antoine construite en 1260 servait de chapelle à l'ancien hôpital Saint-Antoine fermé en 1756[39].
- Chapelle de l'ancien hôpital Saint-Charles[40] construite en 1877 (date portée sur le portail) seul vestige restant de la chapelle.
- Chapelle du cimetière construite en 1868 pour remplacer l'oratoire du vieux cimetière autour de l'église et servir de sépulture aux prêtres de la paroisse, elle abritait le calvaire de Ligier Richier, aujourd'hui dans l'église paroissiale[41].
- Chapelle de l'Assomption du lycée et collège[42].

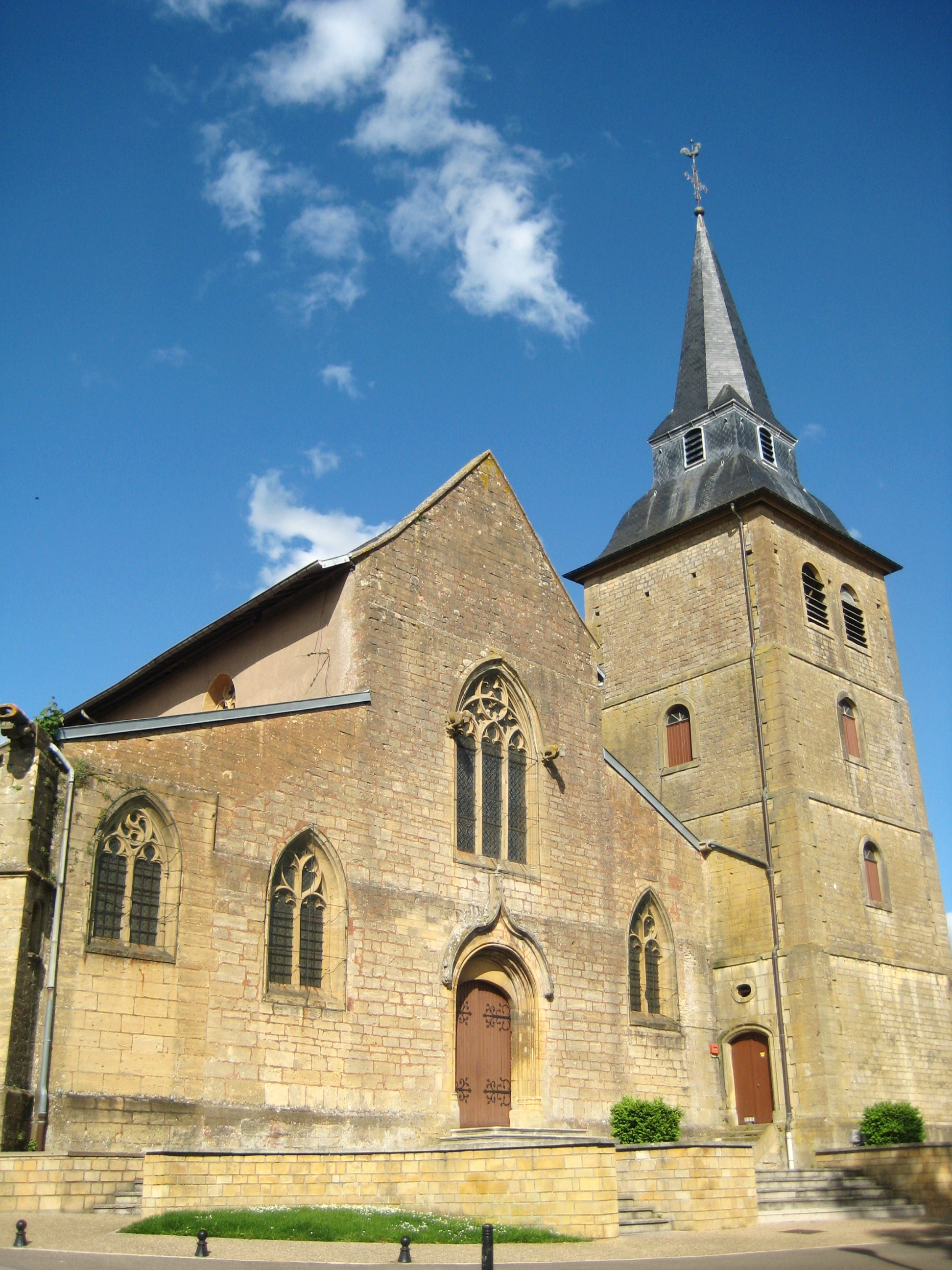
Église Saint-Gengoult.
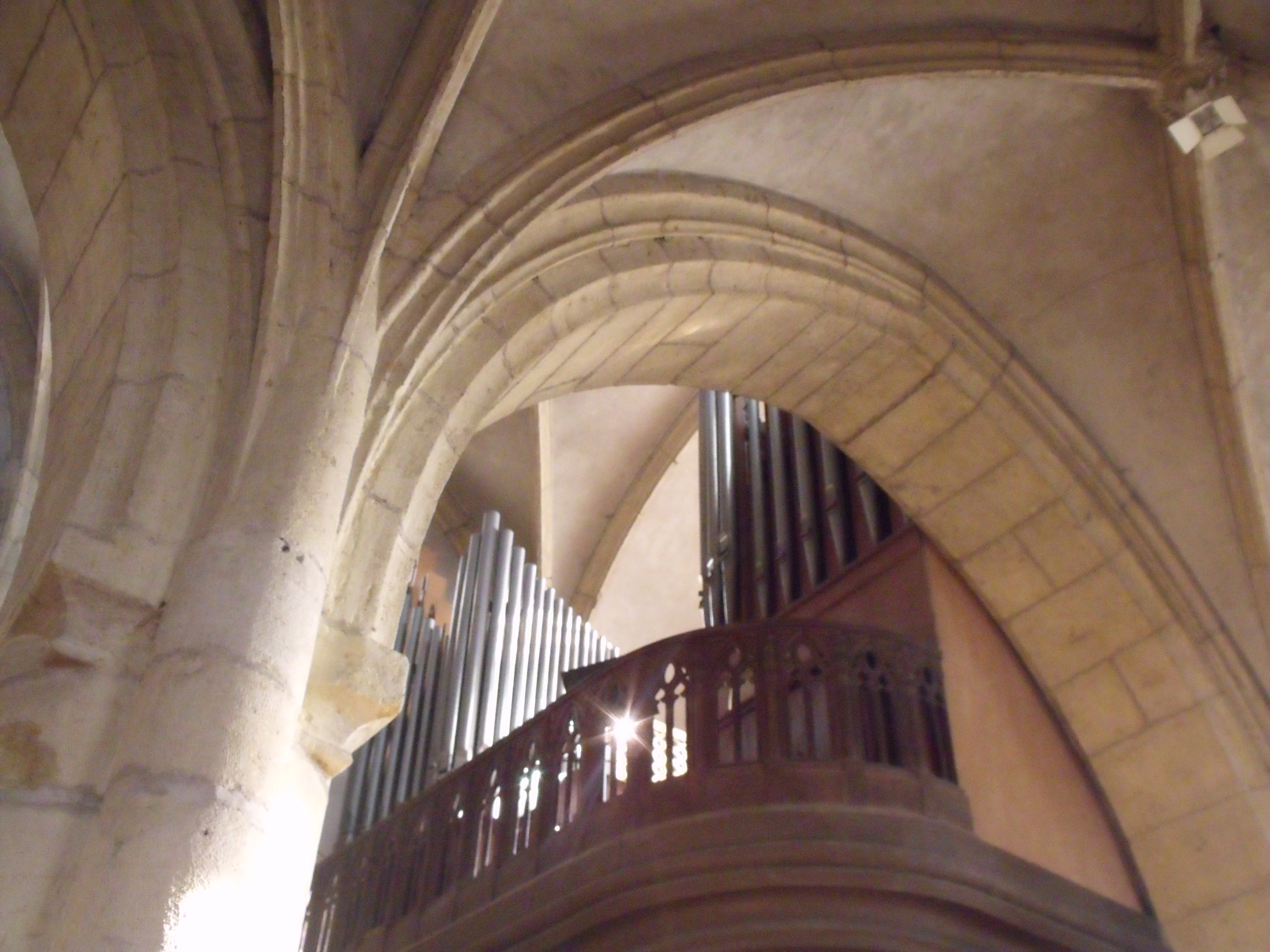
Le Grand-Orgue.
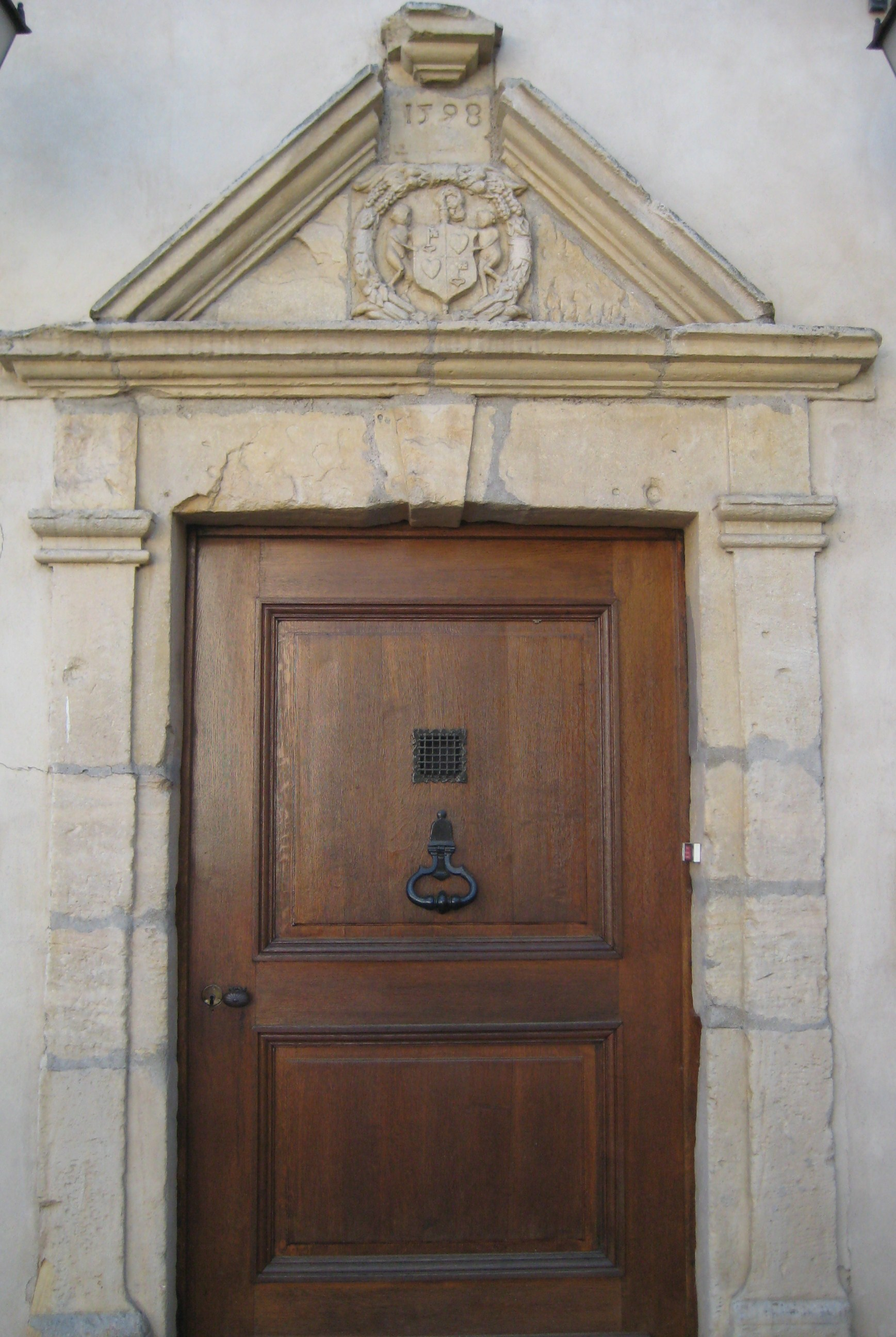
Porte du couvent de Cordeliers.
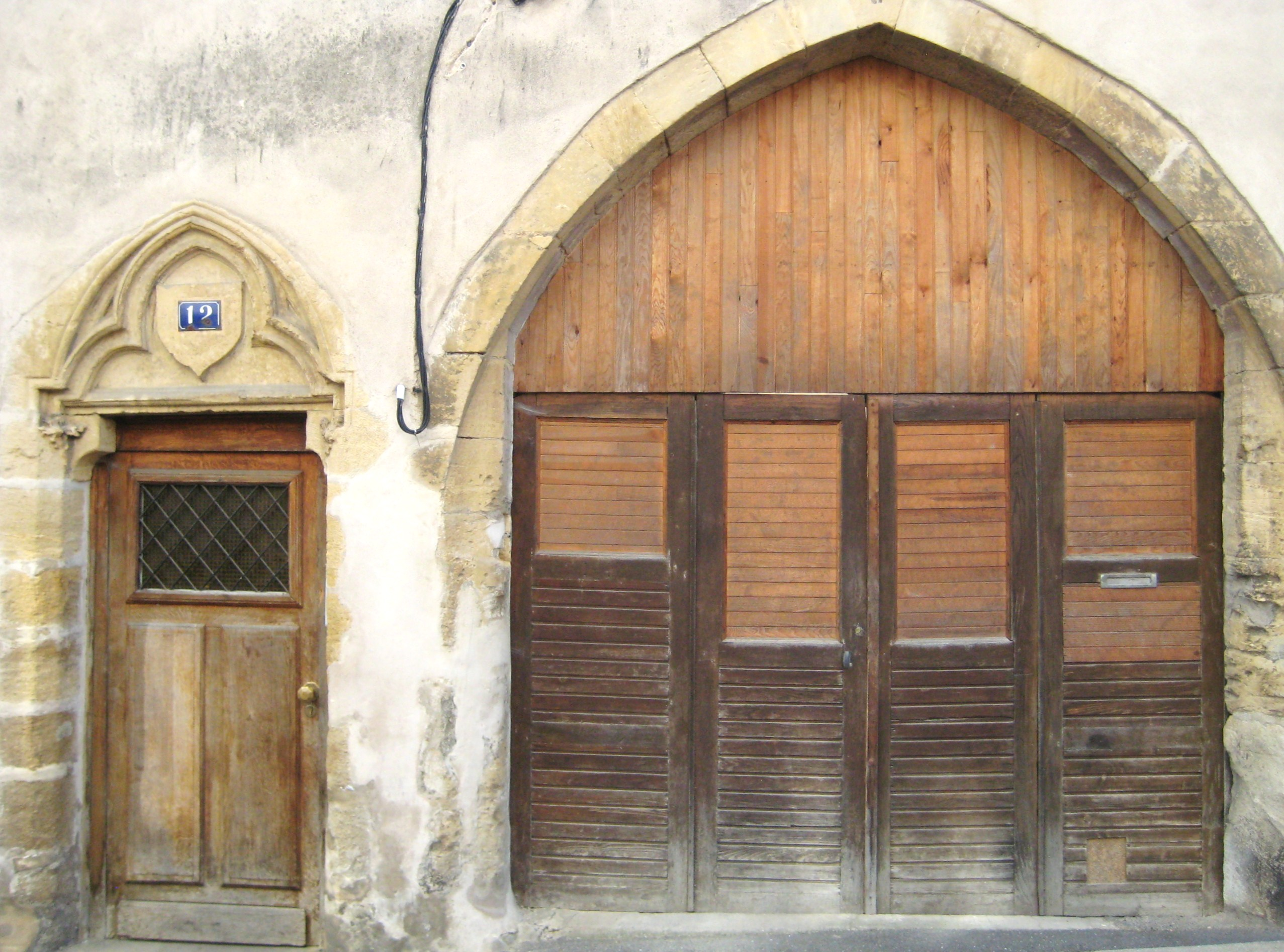
Maison le Galatas.
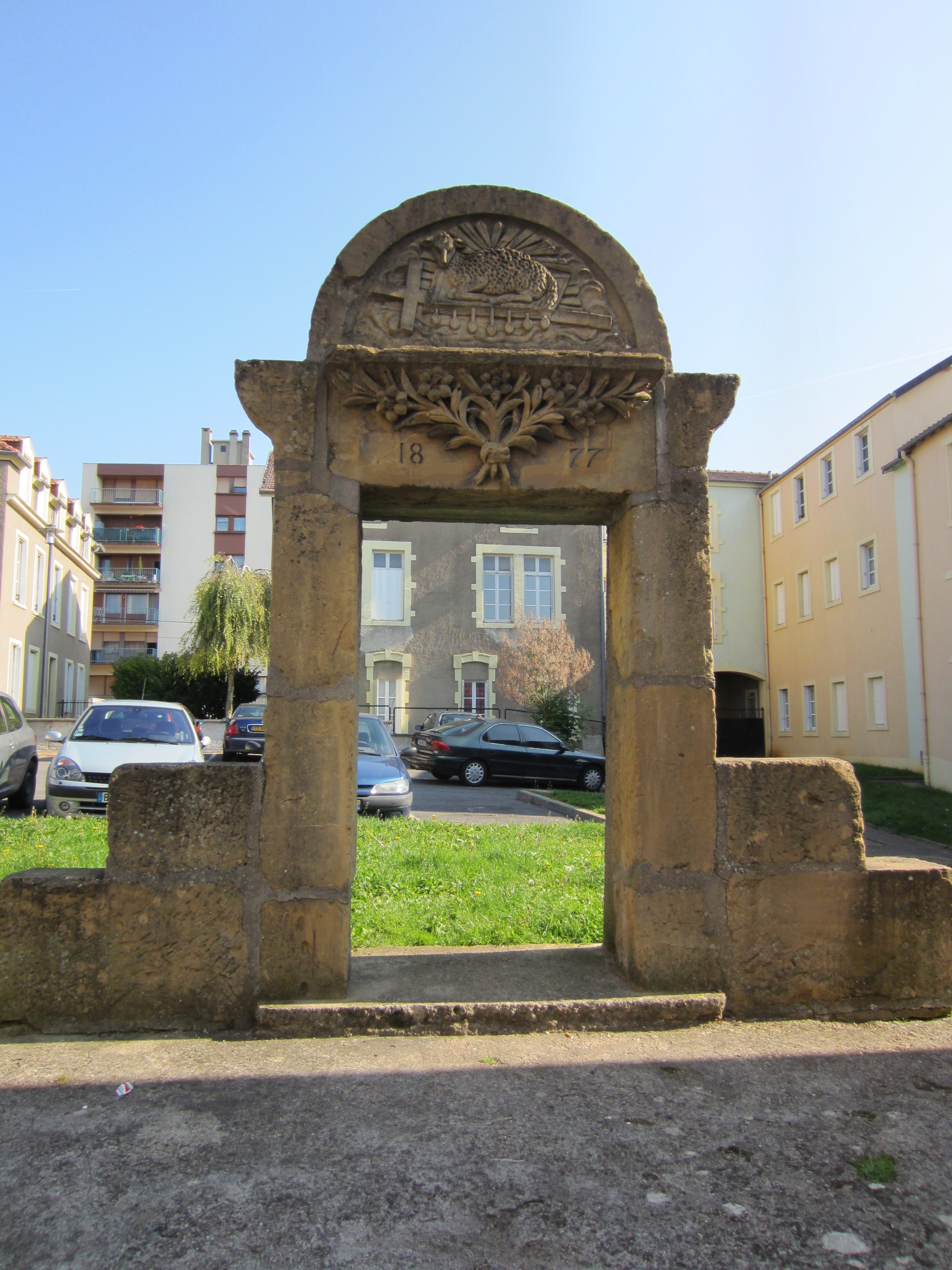
Porte de l'ancienne chapelle Saint-Charles.
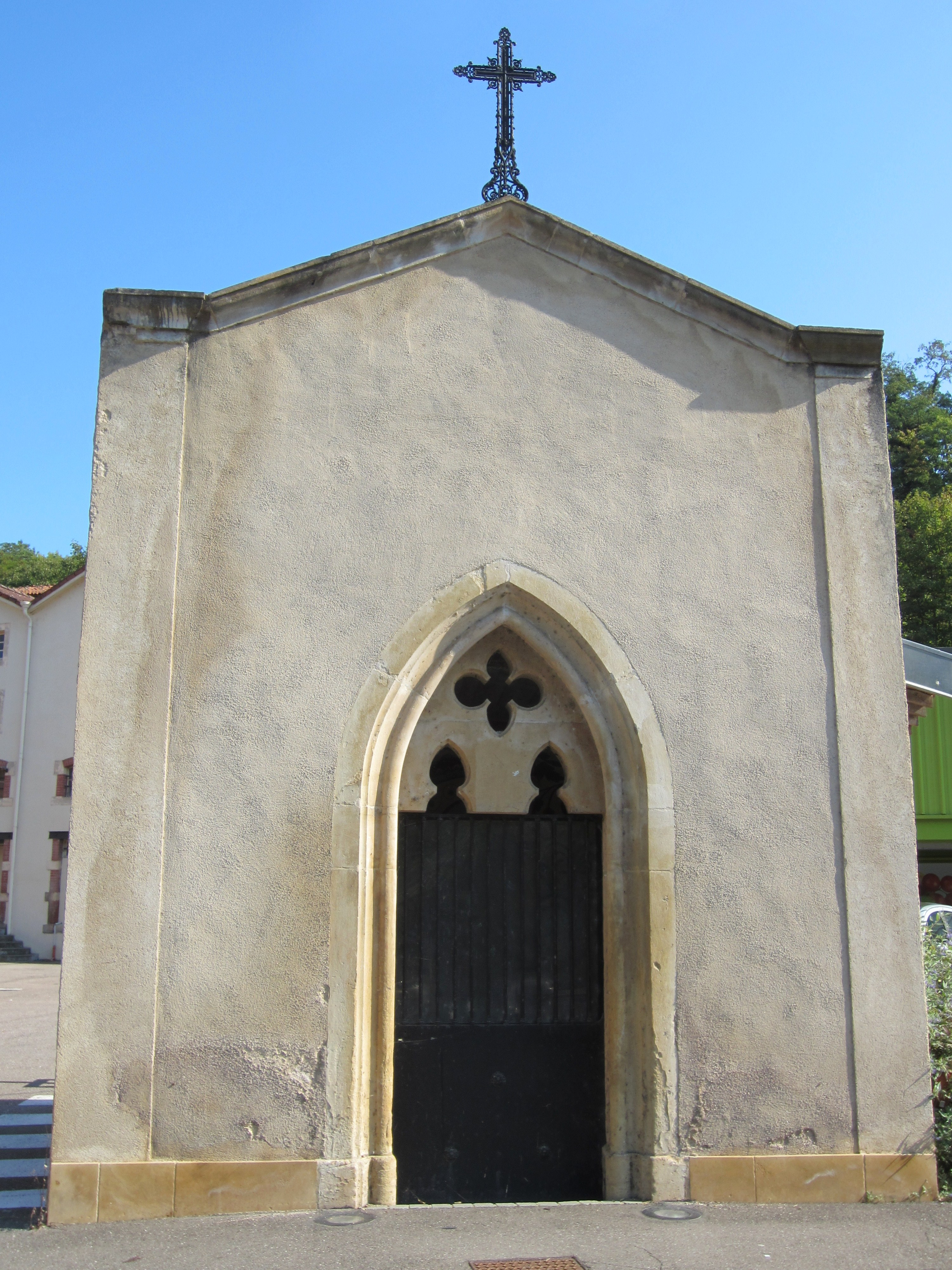
Chapelle Saint-Antoine.
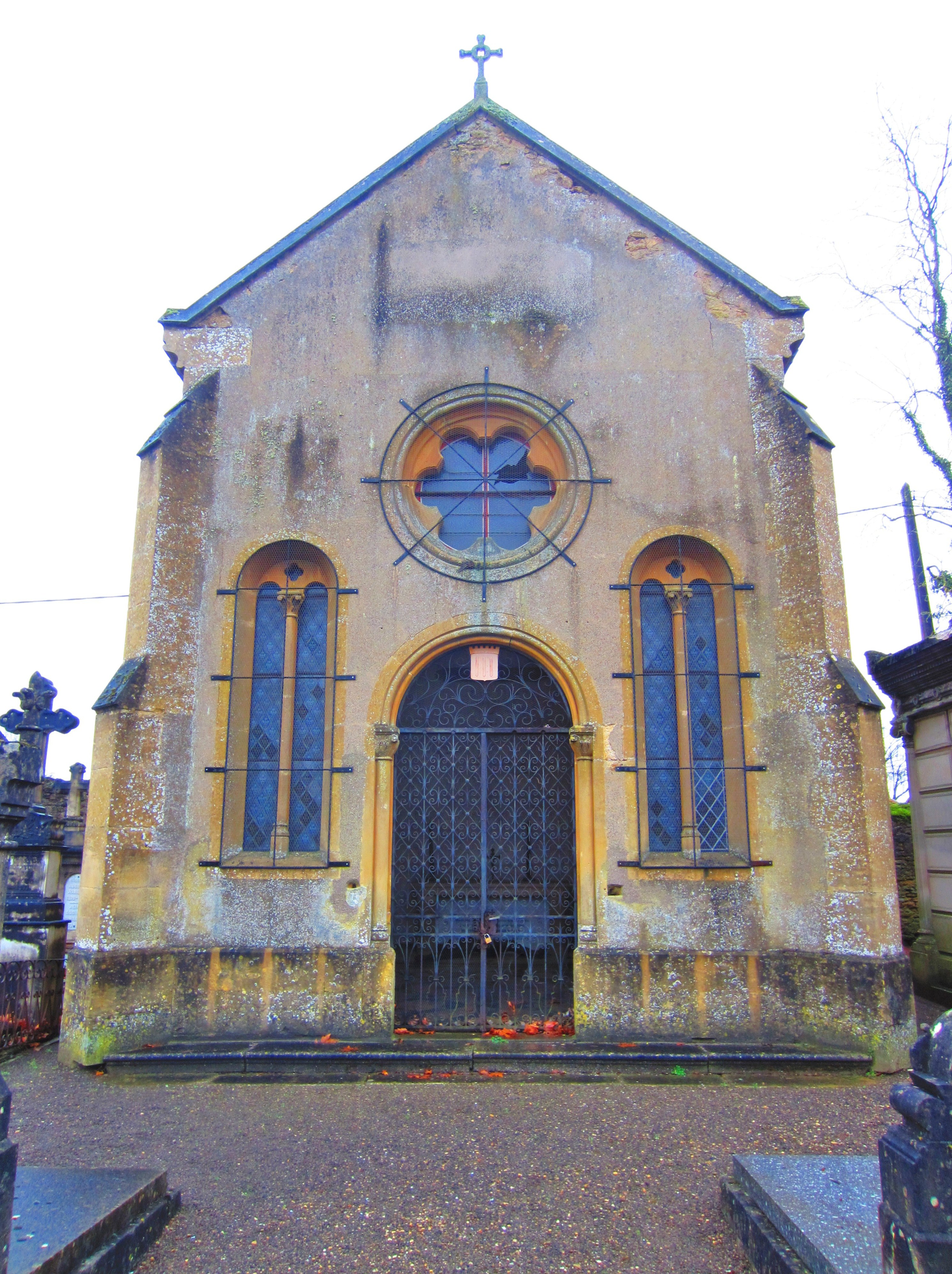
Chapelle du cimetière.
Chapelle de l'Assomption.

### Personnalités liées à la commune
- Mathilde de Toscane, comtesse de Briey à la fin du XIe siècle.
- Jean de Calabre, mort en 1505, comte de Briey à partir de 1478.
- Camille de Briey (1799-1877), industriel, homme politique et diplomate belge (XIXe siècle).
- François de Wendel (1874-1949), industriel et homme politique français (XXe siècle).
- Charles-François de Ladoucette, baron de l'Empire. Entre 1834 et le 24 février 1848, il est député de Briey (alors en Moselle).
- Stéphen Liégeard, sous-préfet de Briey, député de Briey sous le Second Empire, écrivain, inventeur du terme « Côte d’Azur » et inoubliable « Sous-Préfet aux Champs ».
- Louis Bertrand (1866-1941), romancier et essayiste.
- Francis Heaulme, tueur en série, grandit à Briey, dans l’Unité d’Habitation.
- Michel Platini, figure notable du football et natif de la commune voisine de Jœuf, y fit ses études secondaires.
- David TMX (1969-), chanteur.
- Frédéric Weber Syndicaliste et écrivain. Figure du combat des Florange (2011-2013), Livre Qui à tué Florange (2014).
- Armand Willaume, né en 1932 et originaire de Briey[43]. Don de sa collection sur l’éclairage minier au musée des mines de fer de Neufchef.

#### Personnalités nées à Briey
- Jean-François Jenot[44] (1736-1794), homme politique né à Briey, député du clergé aux États-Généraux.
- Adrien Duquesnoy (1759-1808), député sous la Révolution française.
- François Maillot (1804-1894), médecin ayant utilisé la quinine pour soigner le paludisme en Algérie au XIXe siècle.
- Georges de Bazelaire (1858-1954), général de division, commandant le 7e Corps d'Armée à Verdun durant la Première Guerre mondiale.
- Léon Fauché (1862-1950), artiste peintre. Ami de Toulouse-Lautrec, Gauguin, Renoir et Louis Anquetin, il organisa avec ce dernier le « Salon des Refusés » en 1901.
- Fernand de Bazelaire (1879-1943), ingénieur, fondateur du constructeur automobile De Bazelaire (1907-1928).
- Alexis Gruss Sr. (1909-1985). Maître-écuyer[45].
- Hubert Martin (1912-2008), député puis sénateur de Meurthe-et-Moselle.
- Élisa Lamotte (1919-2013), actrice.
- André Rossinot (1939-), homme politique français.
- André Tota (1950-), footballeur français de 1971 à 1984, et père du chanteur M. Pokora.
- Philippe Delestre (1951-), dessinateur de presse.
- Claude Greff (1954-), femme politique députée d'Indre-et-Loire dès 2002, secrétaire d'État chargée de la Famille en 2011.
- Philippe Houvion (1957-), perchiste français.
- Francis De Taddeo (1957-), ancien entraîneur du FC Metz.
- Jean-Jacques Salvador (1960 -), photographe.
- Laurent Ban (1973-), et David Ban (1976-), chanteurs-acteurs-compositeurs-danseurs.
- Joris Delle (1990-), footballeur professionnel (gardien de but), il évolue actuellement (2019) aux Orlando Pirates.

#### Personnalités mortes à Briey
- Jean-Louis Trévisse (1949-1998), peintre et sculpteur.

### Héraldique
| Blason de Briey (Meurthe-et-Moselle) | Blason  | D'or à trois pals alésés et fichés de gueules,rangés en fasce.                              |
| Blason de Briey (Meurthe-et-Moselle) | Détails | Il s'agit des armes de la maison de Briey. Le statut officiel du blason reste à déterminer. |
| Blason de Briey (Meurthe-et-Moselle) | Alias   | Anciennement : D'azur, à trois pals pointés d'or.                                           |